# Терм-д’Арманьяк
Терм-д’Арманья́к (фр. Termes-d'Armagnac) — коммуна во Франции, находится в регионе Юг — Пиренеи. Департамент — Жер. Входит в состав кантона Эньян. Округ коммуны — Миранд.
Код INSEE коммуны — 32443.

## География

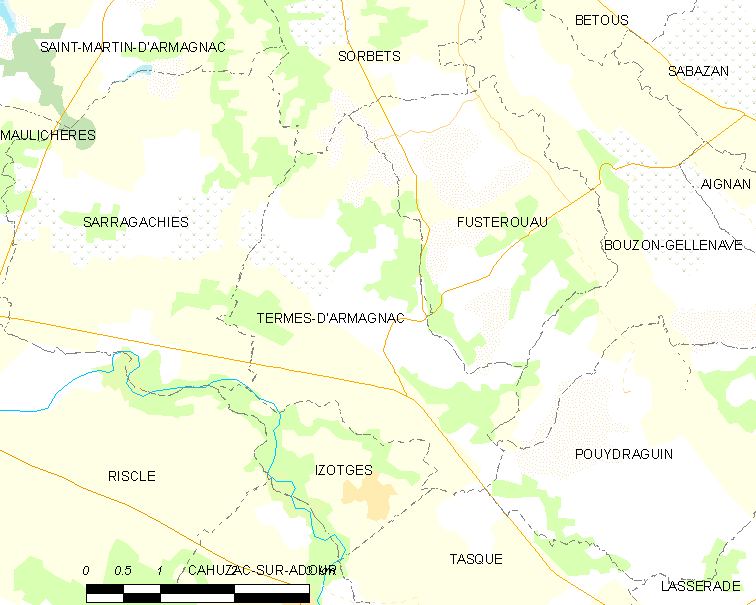
Карта коммуны

Коммуна расположена приблизительно в 610 км к югу от Парижа, в 120 км западнее Тулузы, в 50 км к западу от Оша.
На северо-востоке коммуны протекает река Миду, а на юго-западе — река Аррос.

## Климат
Климат умеренно-океанический. Лето жаркое и немного дождливое, температура часто превышает 35 °С. Зимой часто бывает отрицательная температура и ночные заморозки. Годовое количество осадков — 700—900 мм.

## Население
Население коммуны на 2010 год составляло 188 человек.
| 1962 | 1968 | 1975 | 1982 | 1990 | 1999 | 2010 |
| ---- | ---- | ---- | ---- | ---- | ---- | ---- |
| 228  | 213  | 198  | 192  | 190  | 215  | 188  |

## Администрация
| Период | Период | Фамилия         | Партия | Примечания |
| ------ | ------ | --------------- | ------ | ---------- |
| 2005   | 2020   | Даниэль Реноден |        |            |

## Экономика
В 2010 году среди 104 человек трудоспособного возраста (15—64 лет) 81 были экономически активными, 23 — неактивными (показатель активности — 77,9 %, в 1999 году было 66,7 %). Из 81 активных жителей работали 73 человека (41 мужчина и 32 женщины), безработных было 8 (3 мужчин и 5 женщин). Среди 23 неактивных 4 человека были учениками или студентами, 13 — пенсионерами, 6 были неактивными по другим причинам.

## Достопримечательности
- Башня Терм-д’Арманьяк[фр.], или Замок Тибо-де-Терм (XIII век). Исторический памятник с 1962 года[9]
- Церковь Св. Петра в готическом стиле (XV век)

## Фотогалерея

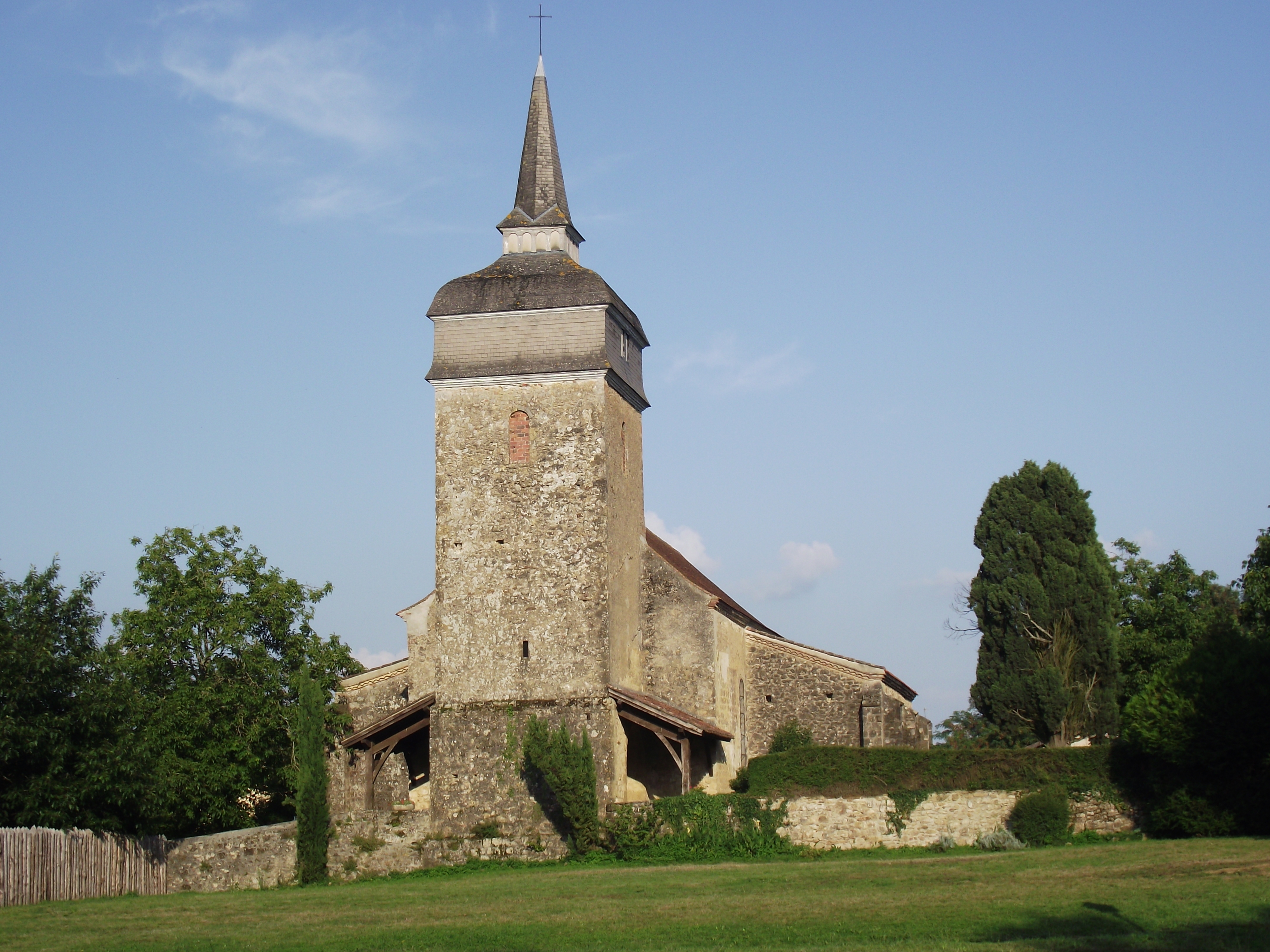
Церковь Св. Петра
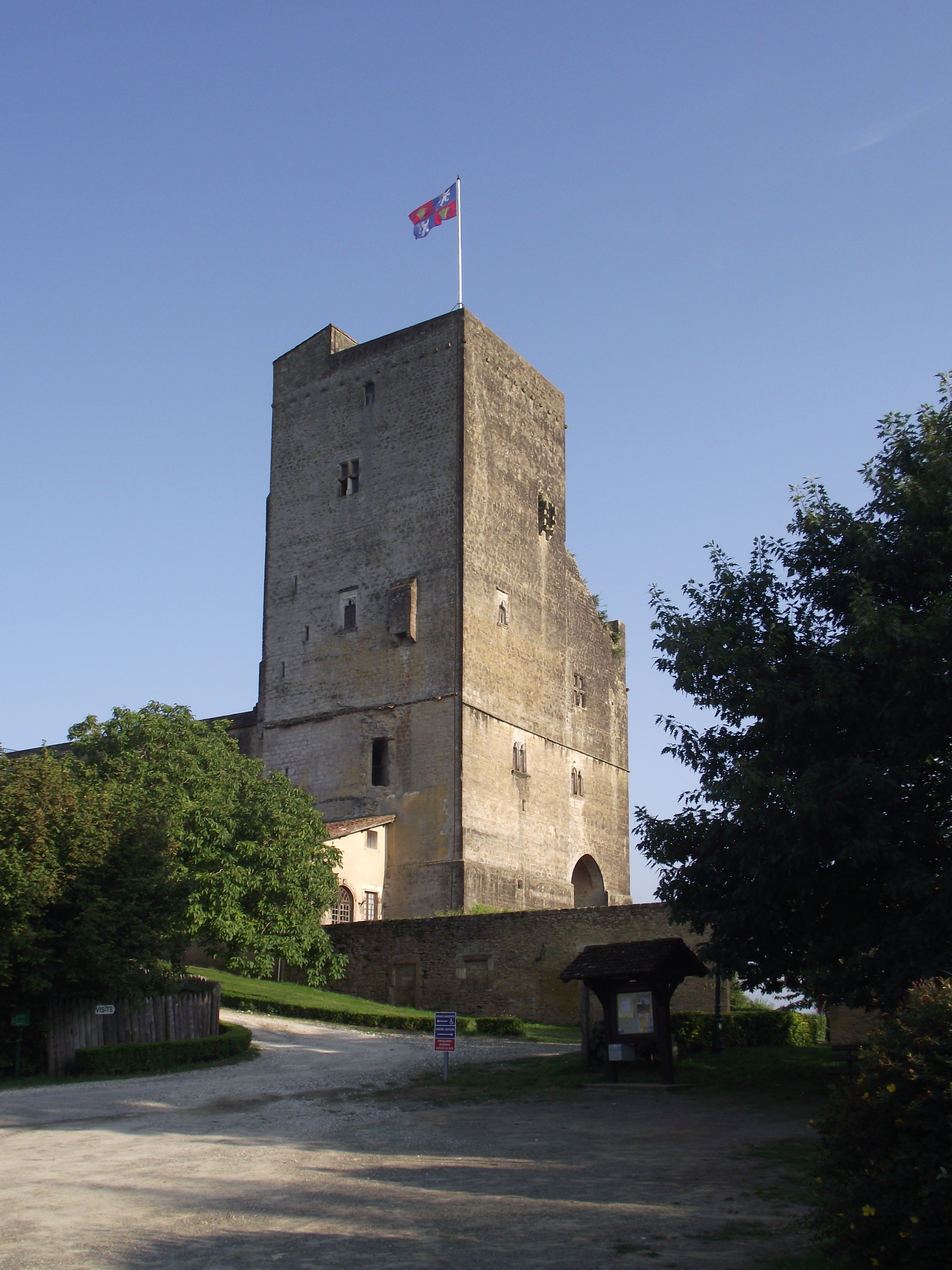
Башня Терм-д’Арманьяк
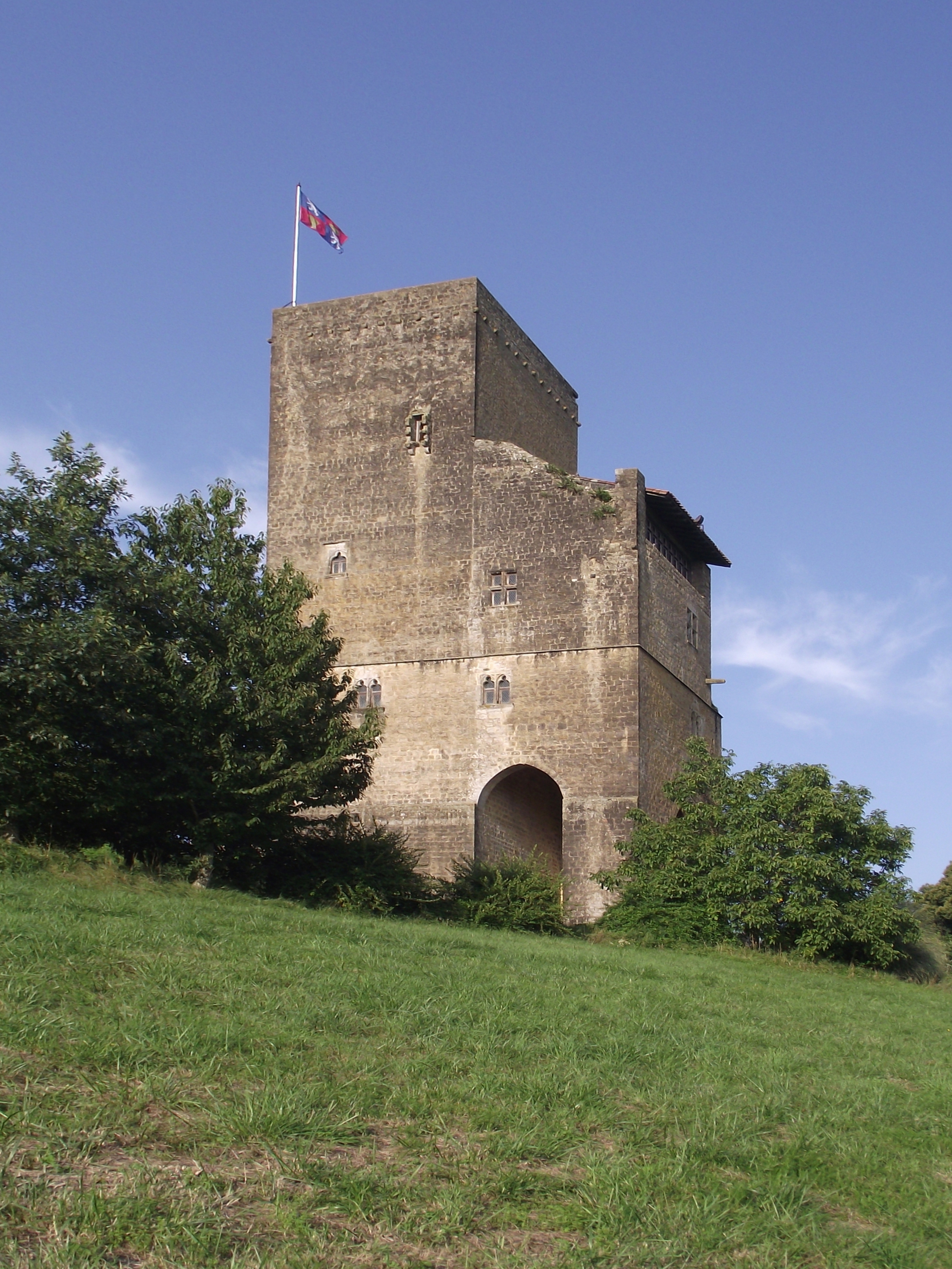
Башня Терм-д’Арманьяк